# 1974年鐵路
此條目列出1974年發生有關鐵路運輸的事件。

## 事件

### 2月
- 2月16日：名古屋市電部分路線停運。
- 2月16日：格里尼中央站投入使用。
- 2月28日：北丹鐵道（日语：北丹鉄道）停運。

### 3月
- 3月1日：予土線通車。
- 3月17日：阪神電氣鐵道國道線停運。
- 3月29日：多倫多地鐵央街－大學線由約妙斯站延長至芬治站。
- 3月30日：名古屋市營地下鐵4號線通車，來往新瑞橋站至金山站。次日名古屋市電停運。

### 4月
- 4月1日：夕張鐵道線（日语：北海道炭礦汽船夕張鉄道線）交由夕張鐵道營運，土佐電氣鐵道安藝線（日语：土佐電気鉄道安芸線）停運，京都市電烏丸線（日语：京都市電烏丸線）停運。

### 5月
- 5月6日：西海岸主線全線電氣化，直達格拉斯哥中央站[1]。
- 5月9日：布拉格地鐵C線通車。
- 5月29日：大阪市營地下鐵谷町線由東梅田站延長至都島站。

### 6月
- 6月1日：小田急電鐵多摩線通車。
- 6月30日：名古屋鐵道知多新線通車。

### 7月
- 7月17日：馬德里地鐵7號線通車。
- 7月20日：湖西線通車。
- 7月23日：東武鐵道伊勢崎線新越谷站啟用[2]。

### 8月
- 8月13日：京福電氣鐵道越前本線停運。
- 8月15日：首爾地鐵1號線通車，來往清涼里站至首爾站前站，京釜線首爾站至水原站、京仁線九老站至仁川站及京元線清涼里站至城北站的路段電氣化，與地鐵1號線直通運行成為首都圈電鐵1號線，是韓國第一條地鐵。

### 9月
- 9月14日：聖保羅地鐵通車。
- 9月16日：舊金山灣區捷運系統跨灣隧道通車。

### 10月
- 10月18日：京王電鐵相模原線延長至京王多摩中心站。
- 10月21日：東濃鐵道駄知線停運。
- 10月30日：營團地下鐵有樂町線通車，來往池袋站至銀座一丁目站。

### 11月
- 11月18日：山形交通三山線及高畠線停運。